# Спортивная гимнастика на летних Олимпийских играх 1980 — командное многоборье (мужчины)
Командное многоборье - одна из 6 дисциплин в спортивной гимнастике среди мужчин на летних Олимпийских играх 1980. Квалификация состоялась 20 июля, а финал 22 июля в Дворце спорта "Лужники".

## Медалисты
| Золото | Серебро                                                                                                | Бронза                                                                                               |
| СССР · Александр Дитятин · Николай Андрианов · Александр Ткачёв · Эдуард Азарян · Богдан Макуц · Владимир Маркелов | ГДР · Роланд Брюкнер · Михаэль Николаи · Луц Хоффманн · Ральф-Петер Хемман · Андреас Бронст · Лутц Мак | Венгрия · Ференц Донат · Золтан Мадьяр · Петер Ковач · Дьёрдь Гуцоги · Иштван Вамош · Золтан Келемен |

## Результаты
Общий результат определялся путём сложения результатов квалификации и финала.
| Место | Команда      | Результат |
| ----- | ------------ | --------- |
|       | СССР         | 589.600   |
|       | ГДР          | 581.150   |
|       | Венгрия      | 575.000   |
| 4     | Румыния      | 572.300   |
| 5     | Болгария     | 571.550   |
| 6     | Чехословакия | 569.800   |
| 7     | Куба         | 563.200   |
| 8     | Франция      | 559.200   |
| 9     | КНДР         | 551.350   |